# Pelargonium denticulatum
Pelargonium denticulatum är en näveväxtart som beskrevs av Nikolaus Joseph von Jacquin. Pelargonium denticulatum ingår i släktet pelargoner, och familjen näveväxter. Inga underarter finns listade i Catalogue of Life.